# Science Talenter
55°25′47.54″N 11°33′35.35″Ø / 55.4298722°N 11.5598194°Ø
Science Talenter er den nationale talentpleje i naturvidenskab, og har til huse i Mærsk Mc-Kinney Møller Videncenter ved Sorø Akademi. I tilknytning til videncenteret er der opført et talenthotel til indkvartering af kursister i forbindelse med flerdagesarrangementer. Målgruppen er unge i alderen 12-20 år, hvilket i praksis vil sige udskolingen (7.-8.-9. klasse) og gymnasium/HTX. Af og til afholdes dog også arrangementer for 5.-6. klasseselever og universitetsstuderende.
Science Talenter varetager talentplejen på flere niveauer: Dels kommer de unge talenter på camps af typisk 2-4 dages varighed, dels afholdes kurser og konferencer for lærere, skoleledere og rektorer i talentpleje, som skal ruste underviserne til bedre at varetage talentplejen ude på skolerne.

## Talentchefer
- 2009 - 2015: Hanne Hautop
- 2016 - 2019: Nynne Afzelius
- 2020 -     : Dorte Salomonsen

Administrativt har Science Talenter fra 2009 været underlagt Sorø Akademis Skole. Fra januar 2017 er Science Talenter en del af Astra.